# Chevaliergardet

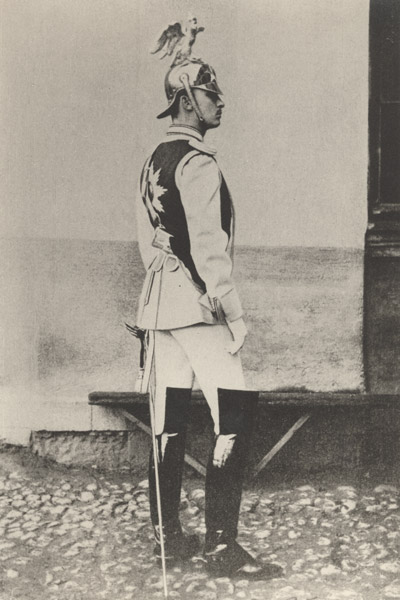
Carl Gustaf Mannerheim i Chevaliergardets uniform 1892

Chevaliergardet (eg  Chevaliergardet Hennes Majestät Kejsarinnan Maria Fjodorovnas regemente Ry: Кавалергардский Её Величества Государыни Императрицы Марии Феодоровны полк) var ett ryskt gardeskavalleriförband inom den kejserliga ryska armén.

## Historia
Chevaliergardet uppsattes ursprungligen 1721 av kejsarinnan Elisabeth I. Förbandet var förlagt till Sankt Petersburg i Ryssland. Regementet upplöstes i och med den Ryska revolutionen.

## Kända officerare vid regementet
- Gustaf Mannerheim - Marskalk av Finland och Finlands president
- Grigorij Potemkin - Rysk fältmarskalk och Furste av Tauris